# Veuxhaulles-sur-Aube
Veuxhaulles-sur-Aube (prononcé Veussaule) est une commune française située dans le département de la Côte-d'Or en région Bourgogne-Franche-Comté.

## Géographie

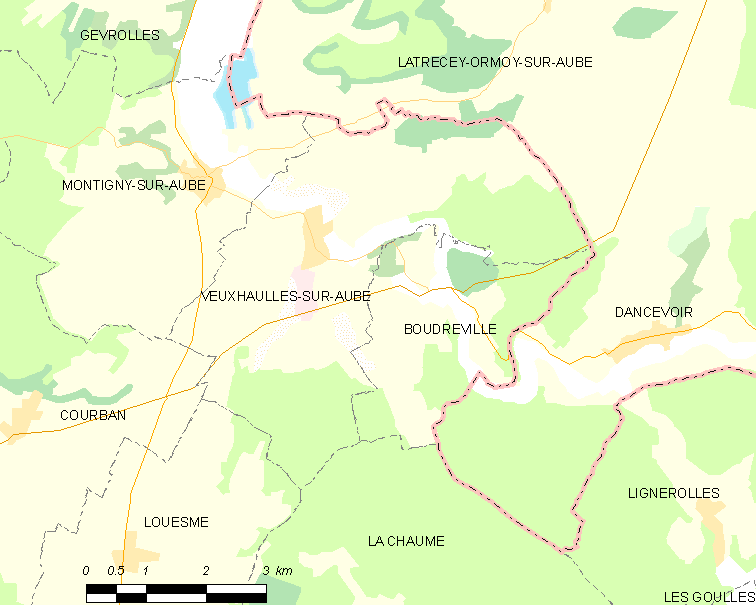

La superficie de Veuxhaulles-sur-Aube est de 19,2 km2, avec une altitude minimum de 230 mètres et un maximum de 348 mètres.

### Accès
Veuxhaulles est situé à proximité de la départementale 965 reliant Auxerre à Chaumont.

### Hydrographie
La commune est traversée par l'Aube.

### Climat
Pour des articles plus généraux, voir Climat de la Bourgogne-Franche-Comté et Climat de la Côte-d'Or.
En 2010, le climat de la commune est de type climat des marges montargnardes, selon une étude du Centre national de la recherche scientifique s'appuyant sur une série de données couvrant la période 1971-2000. En 2020, Météo-France publie une typologie des climats de la France métropolitaine dans laquelle la commune est exposée à un climat océanique altéré et est dans la région climatique  Lorraine, plateau de Langres, Morvan, caractérisée par un hiver rude (1,5 °C), des vents modérés et des brouillards fréquents en automne et hiver. 
Pour la période 1971-2000, la température annuelle moyenne est de 10,5 °C, avec une amplitude thermique annuelle de 16 °C. Le cumul annuel moyen de précipitations est de 907 mm, avec 12,4 jours de précipitations en janvier et 8,9 jours en juillet. Pour la période 1991-2020, la température moyenne annuelle observée sur la station météorologique de Météo-France la plus proche, « Cunfin_sapc », sur la commune de Cunfin à 15 km à vol d'oiseau, est de 11,0 °C et le cumul annuel moyen de précipitations est de 900,4 mm,. Pour l'avenir, les paramètres climatiques de la commune estimés pour 2050 selon différents scénarios d'émission de gaz à effet de serre sont consultables sur un site dédié publié par Météo-France en novembre 2022.

## Urbanisme

### Typologie
Au 1er janvier 2024, Veuxhaulles-sur-Aube est catégorisée commune rurale à habitat dispersé, selon la nouvelle grille communale de densité à 7 niveaux définie par l'Insee en 2022.
Elle est située hors unité urbaine et hors attraction des villes,.

### Occupation des sols
L'occupation des sols de la commune, telle qu'elle ressort de la base de données européenne d’occupation biophysique des sols Corine Land Cover (CLC), est marquée par l'importance des territoires agricoles (62,5 % en 2018), une proportion sensiblement équivalente à celle de 1990 (63 %). La répartition détaillée en 2018 est la suivante : 
terres arables (53,4 %), forêts (33,9 %), prairies (4,9 %), zones agricoles hétérogènes (4,1 %), zones urbanisées (2,2 %), zones industrielles ou commerciales et réseaux de communication (1,4 %). L'évolution de l’occupation des sols de la commune et de ses infrastructures peut être observée sur les différentes représentations cartographiques du territoire : la carte de Cassini (XVIIIe siècle), la carte d'état-major (1820-1866) et les cartes ou photos aériennes de l'IGN pour la période actuelle (1950 à aujourd'hui).

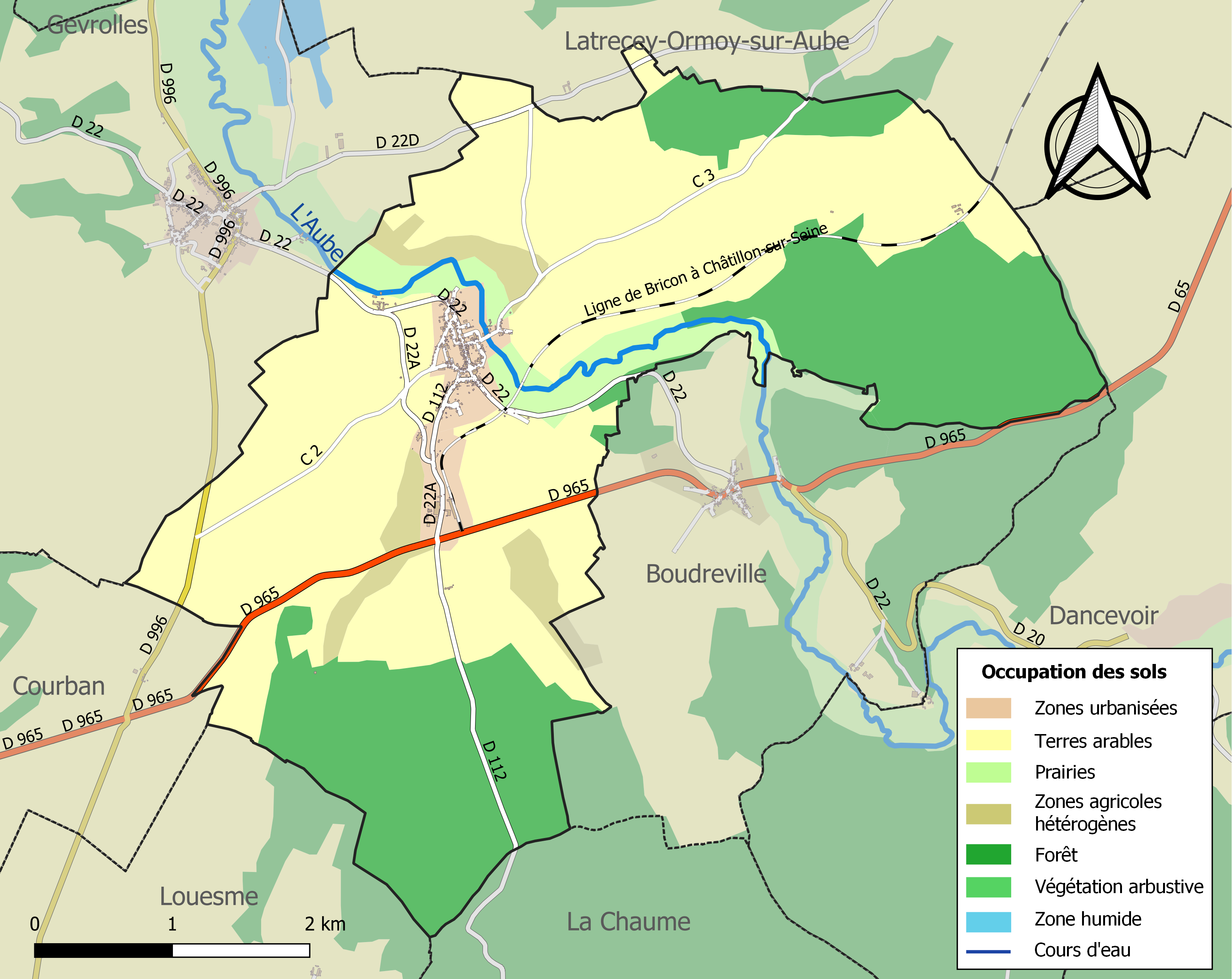
Carte des infrastructures et de l'occupation des sols de la commune en 2018 (CLC).

## Histoire

### Préhistoire et Antiquité
La seule sépulture daté de la fin de l'Âge de bronze (environ 1000 av. J.-C.) a été identifiée sur la rive droite de l'Aube. 500 ans plus tard c'est sur l'autre rive que s'établit une autre sépulture du premier Âge du fer. Des vestiges funéraires gallo-romains sont également identifiés, attestant d'une occupation continue.

### Moyen Âge
Une nécropole mérovingienne avec ses sarcophages a été mise au jour autour de l'église actuelle.
Le village est ensuite situé en Champagne, dépendant de Chaumont et de l'évêché de Langres. Les traces d'une motte castrale aux fossés entourés d'eau subsistent au sud du village.

### Époque moderne
La présence de minerai de fer avec l'Aube pour fournir la force motrice nécessaire entretient jusqu'au XIXe siècle une importante activité industrielle dont le fourneau ne s'est éteint qu'en 1878.

### Époque contemporaine

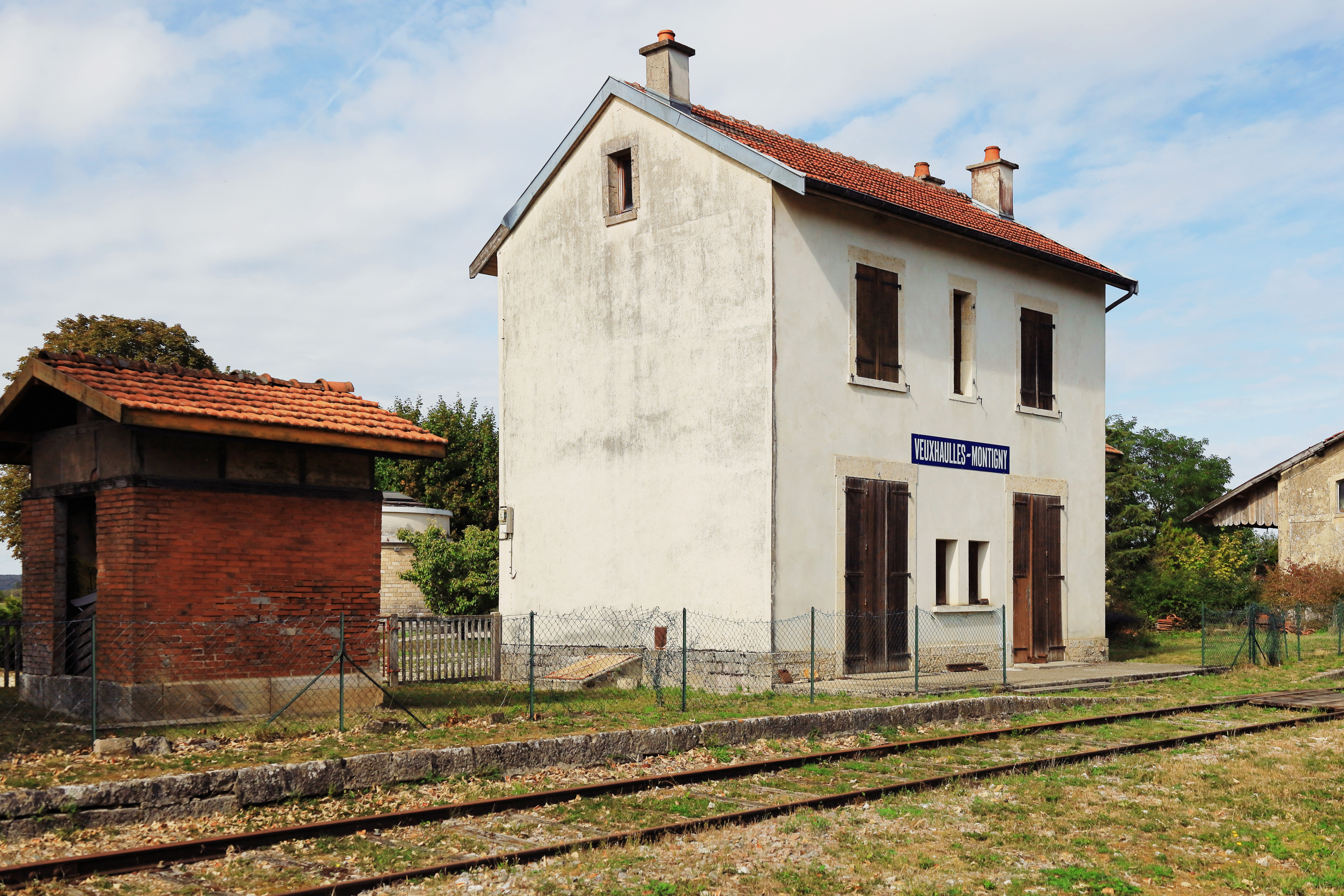
La gare de Veuxhaulles, louée à l'association Rail 52 pour un projet ferroviaire touristique.

Entre les deux-guerres, le carburateur Claudel est fabriqué à Veuxhaulles.
Le château actuel est rebâti au milieu du XIXe siècle ainsi que celui situé au nord de la route de Montigny-sur-Aube.
Durant la guerre franco-allemande de 1870, la ligne de Bricon à Châtillon-sur-Seine qui traverse la commune est contrôlée par l'armée prussienne qui dispose de garnisons à Châteauvillain et Veuxhaulles (lire Siège de Langres).
Fermée au service voyageurs en 1939 (la ligne reste partiellement ouverte au service des marchandises), la gare de Veuxhaulles est louée par Rail 52 depuis l'été 2019 dans l'objectif de faire circuler d'abord le vélorail de Minerons en 2021 puis le train touristique des Forges entre Champagne et Bourgogne à l'horizon 2024 en direction de la cité médiévale fortifiée de Châteauvillain en Haute-Marne.

## Politique et administration
| Période                                  | Période | Identité                            | Étiquette | Qualité                                  |
| ---------------------------------------- | ------- | ----------------------------------- | --------- | ---------------------------------------- |
| 28 novembre 1963                         | ?       | Henri Massias Jurien de la Gravière | UDF       | Président du conseil général (1975-1979) |
| mars 2001                                |         | Guy Maréchal                        |           |                                          |
| Les données manquantes sont à compléter. |         |                                     |           |                                          |

Veuxhalles-sur-Aube appartient :
- à l'arrondissement de Montbard ;
- au canton de Châtillon-sur-Seine ;
- à la communauté de communes du Pays Châtillonnais.

## Démographie
L'évolution du nombre d'habitants est connue à travers les recensements de la population effectués dans la commune depuis 1793. Pour les communes de moins de 10 000 habitants, une enquête de recensement portant sur toute la population est réalisée tous les cinq ans, les populations de référence des années intermédiaires étant quant à elles estimées par interpolation ou extrapolation. Pour la commune, le premier recensement exhaustif entrant dans le cadre du nouveau dispositif a été réalisé en 2007.

En 2022, la commune comptait 210 habitants, en évolution de −3,23 % par rapport à 2016 (Côte-d'Or : +0,82 %, France hors Mayotte : +2,11 %).
| 1793 | 1800 | 1806 | 1821 | 1836 | 1841 | 1846 | 1851 | 1856 |
| ---- | ---- | ---- | ---- | ---- | ---- | ---- | ---- | ---- |
| 392  | 461  | 529  | 590  | 618  | 651  | 689  | 664  | 619  |

| 1861 | 1866 | 1872 | 1876 | 1881 | 1886 | 1891 | 1896 | 1901 |
| ---- | ---- | ---- | ---- | ---- | ---- | ---- | ---- | ---- |
| 603  | 600  | 537  | 550  | 548  | 531  | 510  | 484  | 437  |

| 1906 | 1911 | 1921 | 1926 | 1931 | 1936 | 1946 | 1954 | 1962 |
| ---- | ---- | ---- | ---- | ---- | ---- | ---- | ---- | ---- |
| 465  | 485  | 480  | 492  | 474  | 524  | 535  | 581  | 539  |

| 1968 | 1975 | 1982 | 1990 | 1999 | 2006 | 2007 | 2012 | 2017 |
| ---- | ---- | ---- | ---- | ---- | ---- | ---- | ---- | ---- |
| 480  | 385  | 372  | 305  | 259  | 233  | 229  | 231  | 207  |

| 2022 | - | - | - | - | - | - | - | - |
| ---- | - | - | - | - | - | - | - | - |
| 210  | - | - | - | - | - | - | - | - |

## Culture locale et patrimoine

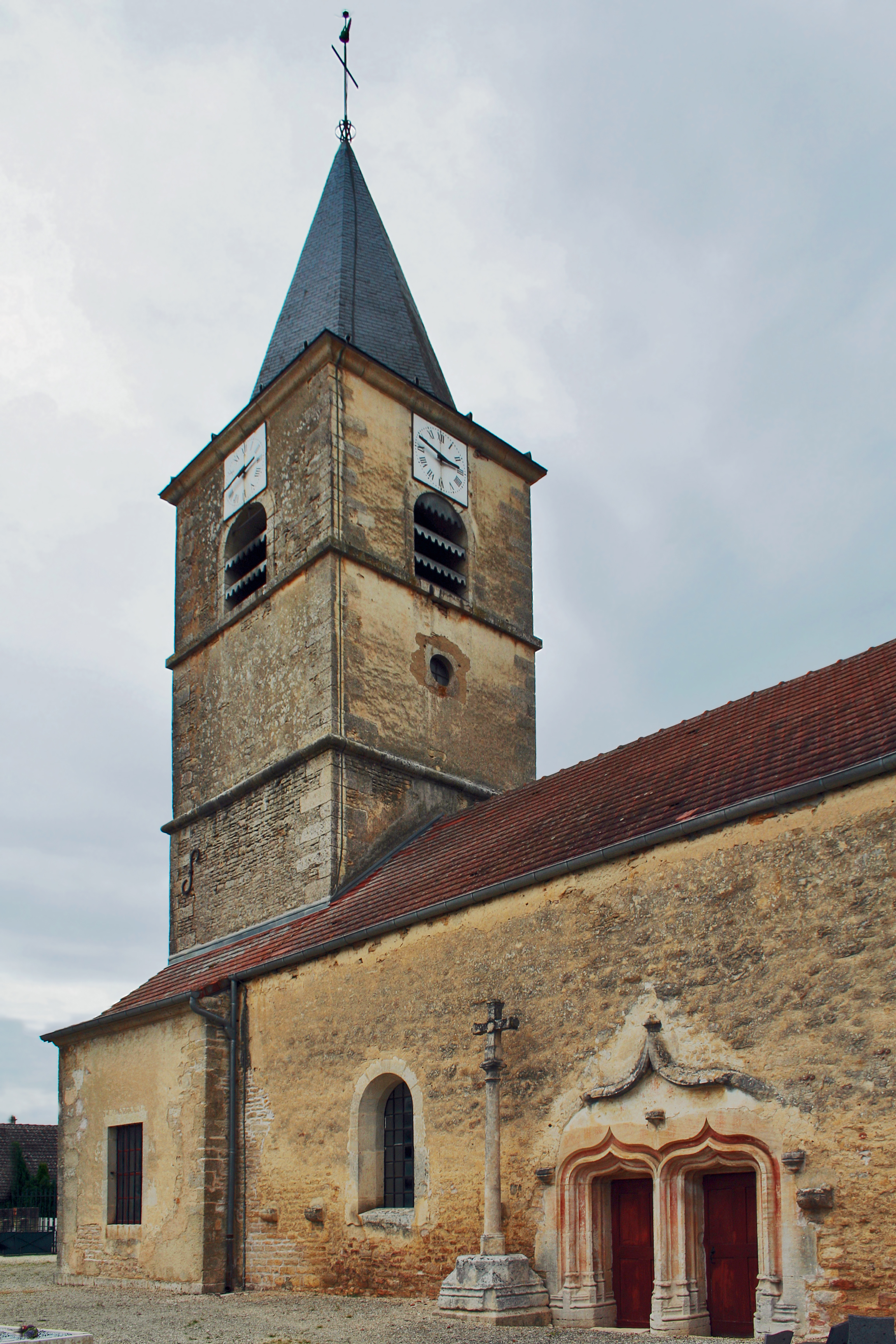
L'église.

### Lieux et monuments
- L'église Saint-Pierre-ès-Liens[21] a été remaniée en 1680. Elle renferme deux statues du XVIIe siècle : une Pietà et sainte Anne et la Vierge.
- Le château du Fourneau ou château Bordet du XIXe siècle, au nord-ouest du chef-lieu sur la route de Montigny est couvert d'ardoises. Communs imposants avec un curieux petit pigeonnier en briques rouges surmonté d'une tour carrée.
- Le château de Gail du XIXe siècle également est situé à l’entrée nord du chef-lieu.
- Un troisième château, simple manoir à deux pas du précédent, est encadré par deux tours dont l’une est convertie en pigeonnier.
- Le château de la Motte à la sortie sud du chef-lieu est le plus ancien. Il présente un solide corps de bâtiment accolé à une tour couverte de laves avec une échauguette et un four à pain sur la façade arrière.
- Sites archéologiques : situé sur un axe majeur de communication de l'Antiquité, Veuxhaulles-sur-Aube compte plusieurs sites archéologiques :
  - une nécropole des Lingons ;
  - un tumulus à tombe à char de Halstatt ;
  - un fanum, près d'une petite agglomération, édifié sur un nœud routier (site enfoui)[22].

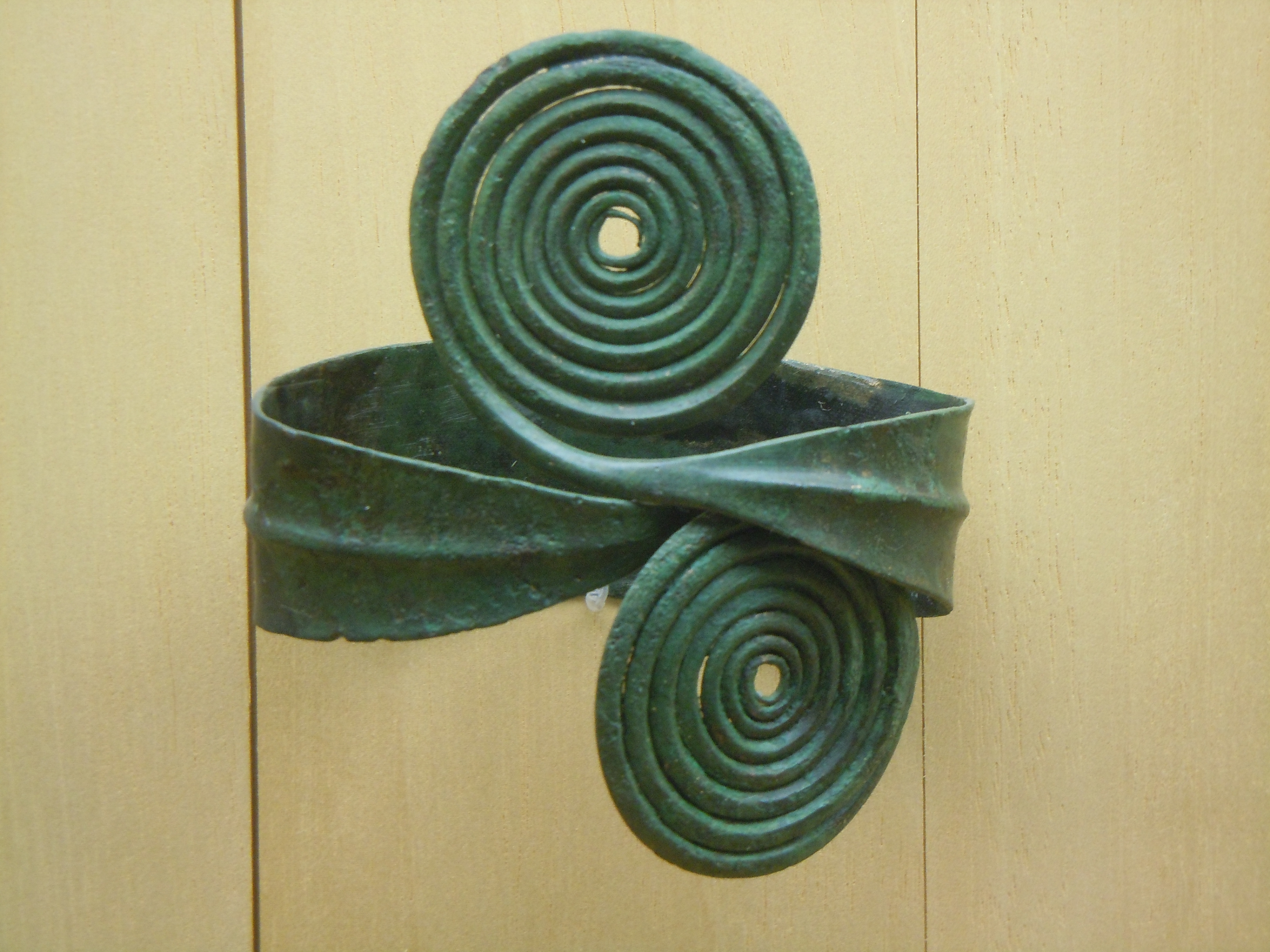
Brassière en bronze Celtes Lingons (1250 av. J.-C.), Musée des Antiquités nationales
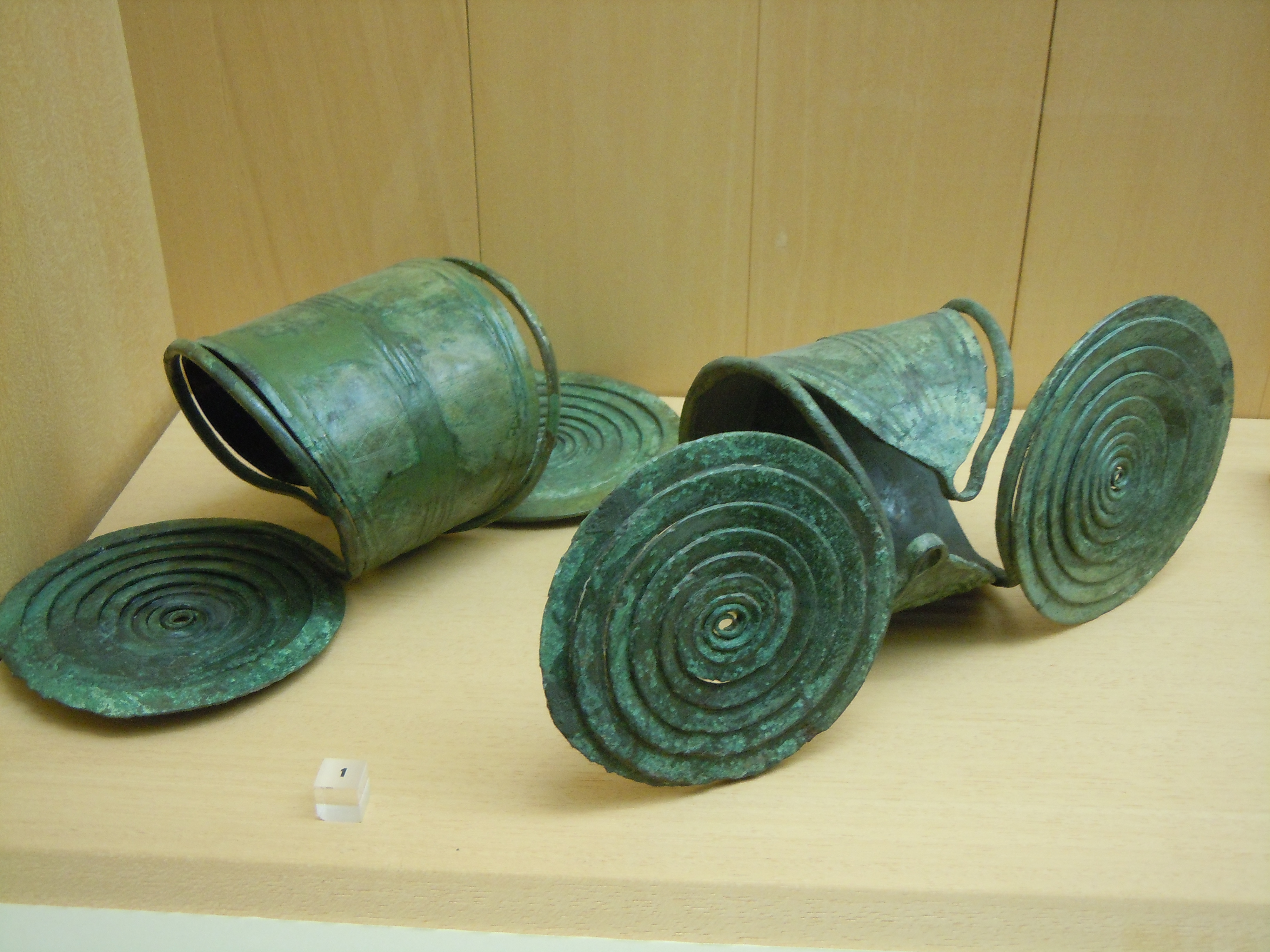
Jambières en bronze Celtes Lingons (1250 av. J.-C.), Musée des Antiquités nationales

- Patrimoine naturel : le Mont Rémin est classé Zone naturelle d'intérêt écologique, faunistique et floristique de type I.

### Personnalités liées à la commune
- Henri Bordet (1820-1898), député, est né et mort sur la commune.

### Héraldique
| Blason de Veuxhaulles-sur-Aube | Blason  | Écartelé : au 1er d'azur aux trois fleurs de lys d'or et au bâton de gueules péri en barre, au 2e de gueules au chevron d'argent, au 3e de gueules aux trois croissants d'argent, au 4e d'azur à la croisette ancrée d'argent, chaque montant surchargé à son extrémité d'une fleur de lys de gueules à plomb. |
| Blason de Veuxhaulles-sur-Aube | Détails | Le statut officiel du blason reste à déterminer. |